# Videoclip
Un videoclip este un scurtmetraj cu caracter artistic sau publicitar, turnat în sistemul video. Se folosește și denumirea alternativă de clip.